# Record de France du 110 mètres haies
Pour un article plus général, voir Records de France d'athlétisme.
Le record de France senior du 110 mètres haies est détenu par Pascal Martinot-Lagarde qui établit le temps de 12 s 95 le 18 juillet 2014 lors du Meeting Herculis de Monaco.

## Chronologie du record de France
| Temps   | Athlète                 | Date               | Lieu                  |
| ------- | ----------------------- | ------------------ | --------------------- |
| 17 s 2  | Léon Mazzuchelli        | 30 juillet 1893    | Paris                 |
| 17 s 0  | Jean Lécuyer            | 4 juillet 1897     | Paris                 |
| 16 s 8  | Adolphe Klingelhoeffer  | 28 juin 1903       | Paris                 |
| 16 s 6  | Adolphe Klingelhoeffer  | 26 juin 1904       | Paris                 |
| 15 s 8  | Géo André               | 5 juillet 1908     | Saint-Cloud           |
| 15 s 4  | Géo André               | 13 août 1922       | Genève                |
| 15 s 4  | Henry Bernard           | 23 septembre 1923  | Helsinki              |
| 15 s 0  | Gabriel Sempé           | 9 août 1925        | Colombes              |
| 14 s 8  | Gabriel Sempé           | 2 septembre 1928   | Berlin                |
| 14 s 7  | Jean-François Brisson   | 4 juin 1939        | Paris                 |
| 14 s 7  | André-Jacques Marie     | 9 mai 1948         | Alençon               |
| 14 s 5  | André-Jacques Marie     | 4 juin 1948        | Paris                 |
| 14 s 4  | André-Jacques Marie     | 25 juin 1949       | Paris                 |
| 14 s 4  | Edmond Roudnitska       | 8 juillet 1956     | Paris                 |
| 14 s 3  | Edmond Roudnitska       | 12 septembre 1956  | Londres               |
| 14 s 3  | Edmond Roudnitska       | 27 novembre 1956   | Melbourne             |
| 14 s 3  | Jacques Dohen           | 28 juillet 1957    | Bruxelles             |
| 14 s 2  | Jacques Dohen           | 12 octobre 1957    | Rome                  |
| 14 s 2  | Edmond Roudnitska       | 21 juin 1960       | Zurich                |
| 14 s 2  | Edmond Roudnitska       | 29 juin 1960       | Francfort             |
| 14 s 2  | Edmond Roudnitska       | 10 août 1960       | Fontainebleau         |
| 14 s 2  | Marcel Duriez           | 21 août 1960       | Berne                 |
| 14 s 2  | Edmond Roudnitska       | 24 septembre 1960  | Colombes              |
| 14 s 2  | Edmond Roudnitska       | 9 octobre 1960     | Milan                 |
| 14 s 2  | Jacques Dohen           | 17 mai 1961        | Paris                 |
| 14 s 1  | Michel Chardel          | 2 juillet 1961     | Paris                 |
| 14 s 1  | Michel Chardel          | 29 juillet 1962    | Colombes              |
| 14 s 1  | Michel Chardel          | 18 juin 1963       | Ostrava               |
| 14 s 1  | Marcel Duriez           | 2 juillet 1963     | Zurich                |
| 13 s 9  | Marcel Duriez           | 4 juillet 1963     | Berne                 |
| 13 s 9  | Michel Chardel          | 8 septembre 1963   | Le Havre              |
| 13 s 9  | Michel Chardel          | 21 septembre 1963  | Colombes              |
| 13 s 9  | Marcel Duriez           | 21 septembre 1963  | Colombes              |
| 13 s 9  | Michel Chardel          | 29 septembre 1963  | Naples                |
| 13 s 9  | Michel Chardel          | 12 octobre 1963    | Bucarest              |
| 13 s 9  | Marcel Duriez           | 15 octobre 1963    | Tokyo                 |
| 13 s 9  | Marcel Duriez           | 12 juin 1964       | Paris                 |
| 13 s 9  | Marcel Duriez           | 17 juin 1964       | Alfortville           |
| 13 s 9  | Marcel Duriez           | 30 août 1964       | Bruxelles             |
| 13 s 9  | Michel Chardel          | 26 juin 1965       | Clermont-Ferrand      |
| 13 s 9  | Marcel Duriez           | 8 juin 1966        | Paris                 |
| 13 s 9  | Marcel Duriez           | 23 juillet 1966    | Colombes              |
| 13 s 9  | Marcel Duriez           | 4 juillet 1967     | Stockholm             |
| 13 s 9  | Pierre Schoebel         | 20 août 1967       | Dole                  |
| 13 s 8  | Pierre Schoebel         | 1er septembre 1968 | Font-Romeu            |
| 13 s 8  | Pierre Schoebel         | 16 octobre 1968    | Mexico                |
| 13 s 7  | Marcel Duriez           | 17 octobre 1968    | Mexico                |
| 13 s 7  | Marcel Duriez           | 17 octobre 1968    | Mexico                |
| 13 s 7  | Pierre Schoebel         | 17 octobre 1968    | Mexico                |
| 13 s 7  | Guy Drut                | 11 juin 1969       | Paris                 |
| 13 s 6  | Guy Drut                | 28 juin 1970       | Colombes              |
| 13 s 6  | Guy Drut                | 19 juillet 1970    | Colombes              |
| 13 s 3  | Guy Drut                | 1er août 1970      | Zurich                |
| 13 s 2  | Guy Drut                | 3 juin 1974        | Paris                 |
| 13 s 1  | Guy Drut                | 23 juillet 1975    | Saint-Maur-des-Fossés |
| 13 s 0  | Guy Drut                | 22 août 1975       | Berlin                |
| 13 s 06 | Ladji Doucouré          | 26 août 2004       | Athènes               |
| 13 s 02 | Ladji Doucouré          | 1er juillet 2005   | Saint-Denis           |
| 12 s 97 | Ladji Doucouré          | 15 juillet 2005    | Angers                |
| 12 s 95 | Pascal Martinot-Lagarde | 18 juillet 2014    | Monaco                |

## Sources
- DocAthlé2003, Fédération française d'athlétisme, p. 39 et 46
- Chronologies des records de France seniors plein air sur cdm.athle.com